# Лугови (Теслић)
Лугови је насељено мјесто у општини Теслић, Република Српска, БиХ. Према попису становништва из 2013. ово мјесто је без становника. Према попису становништва из 1991. године, у насељу је живјело 117 становника.

## Историја
Насеље Лугови се до рата у Босни и Херцеговини (1992–1995) у цјелини налазило у саставу општине Маглај.

## Становништво
| Националност       | 2013. | 1991.       | 1981.       | 1971.       | 1961. | 1953. | 1948. |
| Хрвати             | –     | 86 (73,50%) | 96 (52,46%) | 97 (69,78%) | –     | –     | –     |
| Срби               | –     | 30 (25,64%) | 67 (36,61%) | 41 (29,50%) | –     | –     | –     |
| Југословени        | –     | 1 (0,855%)  | 19 (10,38%) | –           | –     | –     | –     |
| Муслимани          | –     | –           | 1 (0,546%)  | –           | –     | –     | –     |
| остали и непознато | –     | –           | –           | 1 (0,719%)  | –     | –     | –     |
| Укупно             | 0     | 117         | 183         | 139         | –     | –     | –     |

| Демографија | Демографија | Демографија |
| Година      | Становника  | Становника  |
| ----------- | ----------- | ----------- |
| 1971.       | 139         |             |
| 1981.       | 183         |             |
| 1991.       | 117         |             |